# Mîroslav Skorîk
Mîroslav Mîhailovîci Skorîk (Мирослав Михайлович Скорик; n. 13 iulie 1938, Lwów, Lwów Voivodeship⁠(d), Polonia – d. 1 iunie 2020, Kiev, Ucraina) a fost un compozitor și profesor ucrainean. Muzica sa este atribuită stilului contemporan⁠(d). A fost decorat cu titlurile onorifice Artist al Poporului⁠(d) și Erou al Ucrainei.

## Biografie

### Copilărie
Mîroslav Skorîk s-a născut la 13 iulie 1938 în orașul Liov, Ucraina (pe atunci Lwów, amplasat în A Doua Republică Poloneză). Părinții săi au studiat ambii în Austria la Universitatea din Viena și ulterior au devenit pedagogi. Tatăl lui Mîroslav a fost un istoric și etnograf, iar mama a fost chimistă. Deși părinții nu aveau pregătire muzicală, mama cânta la pian, iar tatăl la vioară. Astfel, Skorîk a fost expus unui mediu muzical din frageda copilărie. Sora bunicii de pe linia maternă a lui Skorîka a fost soprana ucraineană Solomia Krușelnîțka⁠(d).
Skorîk a fost admis la Școala de Muzică din Liov în 1945, însă doi ani mai târziu familia sa a fost deportată în Siberia, revenind abia în 1955.

### Studenție

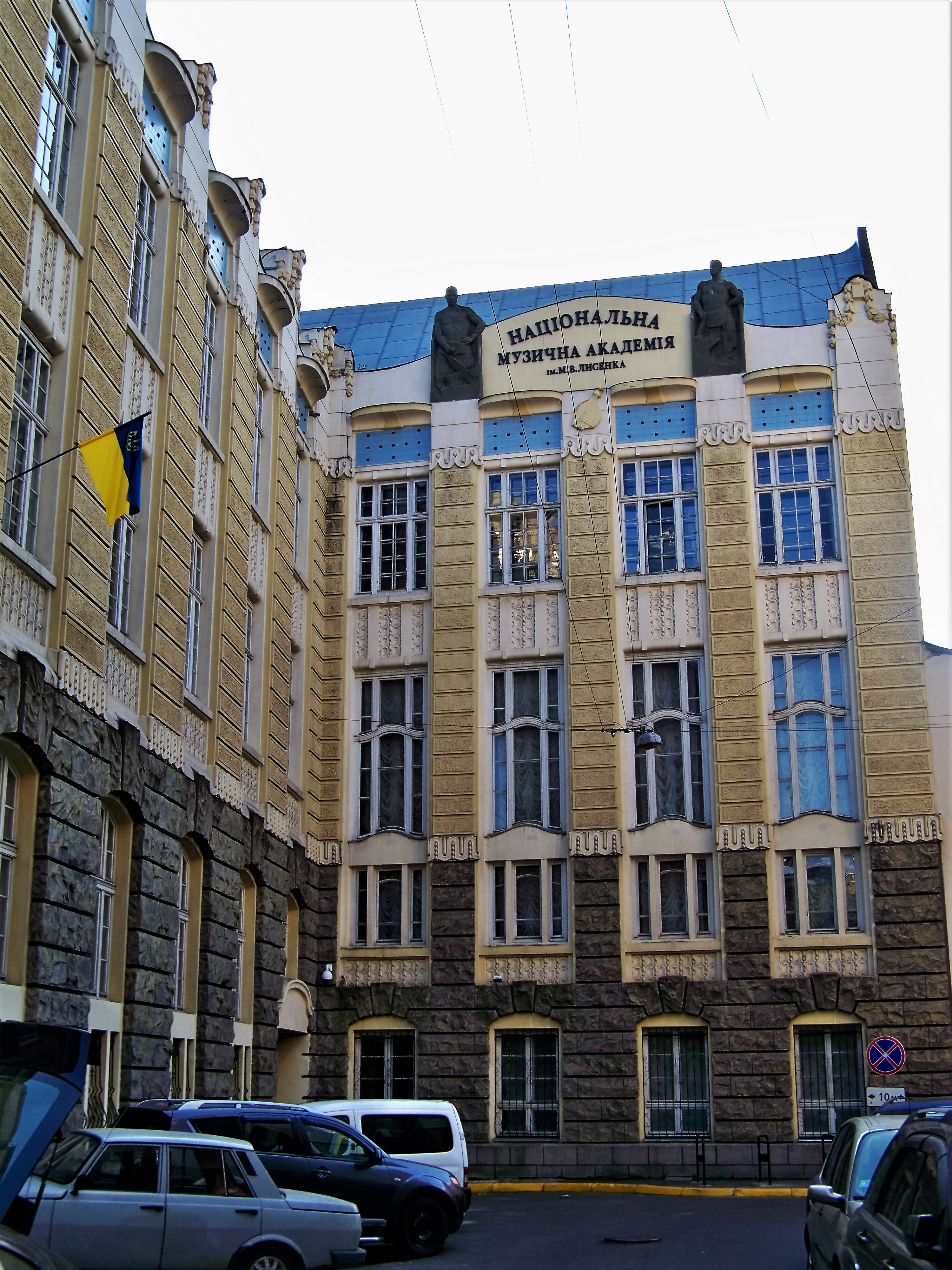
, unde Skorîk a studiat între 1955 și 1960

Între 1955 și 1960, Skorîk a studiat la Conservatorul din Liov⁠(d). A învățat compoziție muzicală și teoria muzicii; printre profesorii săi s-au numărat Stanîslav Liudkevîci⁠(d) și Roman Simovîci⁠(d). Lucrarea de absolvire a fost Vesna (ucr. «Весна» – „Primăvara”), o cantată pentru voce (solo), cor mixt și orchestră, bazată pe versuri ale scriitorului ucrainean Ivan Franko. În studenție a mai scris sonate pentru pian⁠(d), precum ciclul de piese „V Karpatah” (ucr. «В Карпатах» – „În Carpați”).
În 1960, Skorîk s-a înscris la programul de cercetare postuniversitară⁠(d) al Conservatorului din Moscova⁠(d), unde a studiat cu compozitorul Dmitri Kabalevski timp de patru ani. Acolo, Skorîk a abordat muzica simfonică, muzica de cameră și vocalul. Printre lucrările din această perioadă se numără „Suită în re major pentru coarde”, „Sonata nr. 1 pentru vioară și pian” și „Partita nr. 1 pentru coarde”. În 1962 a scris ciclul „Rondo”, care include „Variațiii” (ucr. «Варіації» – „Variații”), „Blues” (ucr. «Блюз») și „Burleska” (ucr. «Бурлеска» – „Burlesque”). Cea din urmă este o lucrare interpretată în sălile de concert din întreaga lume, regăsindu-se printre piesele obligatorii în unele concursuri de pian.
Teza sa din 1964 a avut ca subiect muzica compozitorului rus Serghei Prokofiev.

### Carieră didactică
În 1963, la 25 de ani, Skorîk a devenit cel mai tânăr membru al Uniunii Naționale a Compozitorilor din Ucraina⁠(d).
După ce a absolvit Conservatorul din Moscova în 1964, Skorîk s-a angajat ca pedagog la Conservatorul din Liov, devenind cel mai tânăr lector de de muzică din Ucraina. A predat acolo până în 1966, după care s-a angajat la Conservatorul din Kiev⁠(d), unde s-a concentrat pe muzica clasică contemporană⁠(d). Printre studenții săi s-au numărat compozitorii Osvaldas Balakauskas⁠(d), Ivan Karabîț⁠(d) și Ievhen Stankovîci⁠(d). A lucrat la Conservatorul din Kiev până în 1988.
A fost un membru activ al Uniunii Naționale a Compozitorilor din Ucraina, fiind copreședintele acesteia împreună cu Ievhen Stankovîci din 2004 până în 2010.

### Ultimii ani
În aprilie 2011, Skorîk a fost numit director artistic al Operei din Kiev⁠(d), funcție pe care a deținut-o până în 2016.
A murit la 1 iunie 2020 la Kiev și a fost înmormântat la cimitirul Lîceakiv⁠(d) din Liov.

## Operă
Lista de lucrări ale compozitorului Mîroslav Skorîk include următoarele:
Operă și balet
- 1967 – Kameneari (ucr. «Каменярі» – „Pietrarii”), balet, după Ivan Franko
- 1969 – 0:0 na nașu korîst (ucr. «0:0 на нашу користь» – „0:0 în favoarea noastră”), comedie muzicală, libret de Robert Vikkers⁠(d) și Oleksandr Kanevskîi⁠(d)
- 2001 – Moisei⁠(d) (ucr. «Мойсей»), operă, libret de Bohdan Stelmah⁠(d) după Ivan Franko
- 2006 – Povernennea Batterfleai⁠(d) (ucr. «Повернення Баттерфляй» – „Întoarcerea lui Butterfly”), balet Skorîk/Puccini

Vocal și simfonic
- 1960 – „Vesna” (ucr. «Весна» – „Primăvara”), cantată pentru voce (solo), cor și orchestră simfonică pe versurile lui Ivan Franko
- 1964 – „Liudîna” (ucr. «Людина» – „Omul”), cantată pentru voce (solo), cor și orchestră simfonică pe versurile lui Eduardas Mieželaitis
- 1974 – „Tri ukraiinski vesilni pisni” (ucr. «Три українські весільні пісні» – „Trei cântece ucrainene de nuntă”), pentru voce și orchestră simfonică pe versuri populare
- 2003 – „Hamalia” (ucr. «Гамалія»), poemă-cantată pe versurile lui Taras Șevcenko

Simfonie
- 1960 – „Vals” (ucr. «Вальс» – „Vals”), poem simfonic
- 1963 – „Sîlnișe smerti” (ucr. «Сильніше смерті» – „Mai puternic(i) decât moartea”), poem simfonic
- 1965 – „Huțulskîi trîptîh” (ucr. «Гуцульський триптих» – „Triptic huțul”), suită pentru orchestră simfonică
- 1972 – „Karpatskîi konțert⁠(d)” (ucr. «Карпатський концерт» – „Concertul carpatic”), concert pentru orchestră simfonică mare
- 1974 – „Partita nr. 4” pentru orchestră simfonică
- 1993 – „1933”
- 1994 – „Spohad pro Batkivșciînu” (ucr. «Спогад про Батьківщину» – „Amintire despre Patrie”)
- „24 de capricii”, adaptare după Paganini

Instrumente solo cu orchestră
- fortepiano și orchestră:
  - 1977 – nr. 1 „Iunațkîi” (ucr. «Юнацький»)
  - 1982 – nr. 2
  - 1995 – nr. 3
- vioară și orchestră:
  - 1969 – nr. 1
  - 1981 – „Melodie⁠(d)”
  - 1990 – nr. 2
  - 2001 – nr. 3
  - 2002 – nr. 4
  - 2004 – nr. 5
  - 2009 – nr. 6
  - 2011 – nr. 7
  - 2011 – nr. 8 „Aluzie la Chopin”
  - 2014 – nr. 9
- 1983 – Concert pentru violoncel și orchestră

Orchestră de cameră
- 1961 – „Suita”
- 1966 – Partita nr. 1 pentru orchestră de coarde
- 1970 – Partita nr. 2 pentru orchestră de cameră
- 1974 – Partita nr. 3 pentru orchestră de coarde
- 1993 – Diptic

Cameră-instrumentale
- 1963 – Sonata nr. 1 pentru vioară și fortepiano
- 1969 – „Recitativ și rondo” pentru vioară, violoncel și fortepiano
- 1975 – Partita nr. 5 pentru fortepiano
- Partita nr 6 pentru cvartet de coarde
- Partita nr. 7 pentru cvintet de suflători
- 1993 – Sonata nr. 2 pentru vioară și fortepiano
- 1994 – „A-RI-A”, sonată pentru violoncel și fortepiano
- 2004 – „Karpatska rapsodia” (ucr. «Карпатська рапсодія» – „Rapsodie carpatică”), pentru vioară și fortepiano
- „Diptic” pentru cvartet de coarde

Fortepiano
- 1959 – ciclul de piese „V Karpatah” (ucr. «В Карпатах» – „În Carpați”)
- 1962 – ciclul de piese „Rondo” (ucr. «Рондо»):
  - 1962 – „Variațiii” (ucr. «Варіації» – „Variații”)
  - 1962 – „Kolomîika” (ucr. «Коломийка»)
  - 1964 – „Blues” (ucr. «Блюз»)
  - 1964 – „Burleska” (ucr. «Бурлеска» – „Burlesque”)
- 1965 – ciclul de piese „Z diteacioho albomu” (ucr. «З дитячого альбому» – „Din albumul pentru copii”):
  - „Prostenka melodia” (ucr. «Простенька мелодія» – „Melodie simplă”)
  - „Narodnîi Taneț” (ucr. «Народний танець» – „Dans popular”)
  - „Estradna piesa” (ucr. «Естрадна п'єса» – „Piesă de estradă”)
  - „Lirnîk” (ucr. «Лірник» – „Harpistul”)
  - „Jartivlîva piesa” (ucr. «Жартівлива п'єса» – „Piesă umoristică”)
- 1979 – Tocata
- 1987-1988 – 6 preludiuri și fugă
- 1995 – Trei dansuri pentru 2 fortepiano

Vocal
- 1962 – romanțe pe versurile lui Taras Șevcenko:
  - „Iakbî meni cerevîkî” (ucr. «Якби мені черевики» – „De-aș avea pantofi de dans”)
  - „Zațvila v dolîni” (ucr. «Зацвіла в долині» – „A înflorit în vale”)
  - „Za sonțem hmaronka plîve” (ucr. «За сонцем хмаронька пливе» – „După soare plutește un nor”)
  - „Oi seadu ia pid hatoiu” (ucr. «Ой сяду я під хатою» – „Mă așez lângă casă”)
- 1999 – „Recviem⁠(d)”, concert de suflătoare
- 2003 – „3 psalmuri⁠(d)”
- 2005 – „Liturghia Sfântului Ioan Gură de Aur⁠(d)”

A mai compus cântece solo pe versurile lui Taras Șevcenko și cântece de estradă.

## Premii și recunoaștere
Mîroslav Skorîk a fost decorat cu următoarele distincții:
- 1968 – Premiul Republican al Comsomolului „Nicolai Ostrovski”⁠(d)
- 1969 – Artist de Onoare al RSS Ucrainene⁠(d)
- 1971 – Ordinul „Insigna de Onoare” (URSS)
- 1987 – Premiul Național „Taras Șevcenko” al RSS Ucrainene⁠(d)
- 1988 – Artist al Poporului RSS Ucrainene⁠(d)
- 5 octombrie 1998 – Ordinul de Merit⁠(d) cl. III[9]
- 27 august 2006 – Ordinul de Merit⁠(d) cl. II[10]
- 20 august 2008 – Erou al Ucrainei (Ordinul de Stat)[11]
- 8 februarie 2010 – Ordinul de Merit⁠(d) cl. I[12]
- 19 august 2011 – Medalia jubiliară „20 de ani de la independența Ucrainei”⁠(d)[13]
- 20 august 2021 (post-mortem) – insigna de onoare „Legendă națională a Ucrainei⁠(d)”[14]

## Memorie
În memoria lui Mîroslav Skorîk:

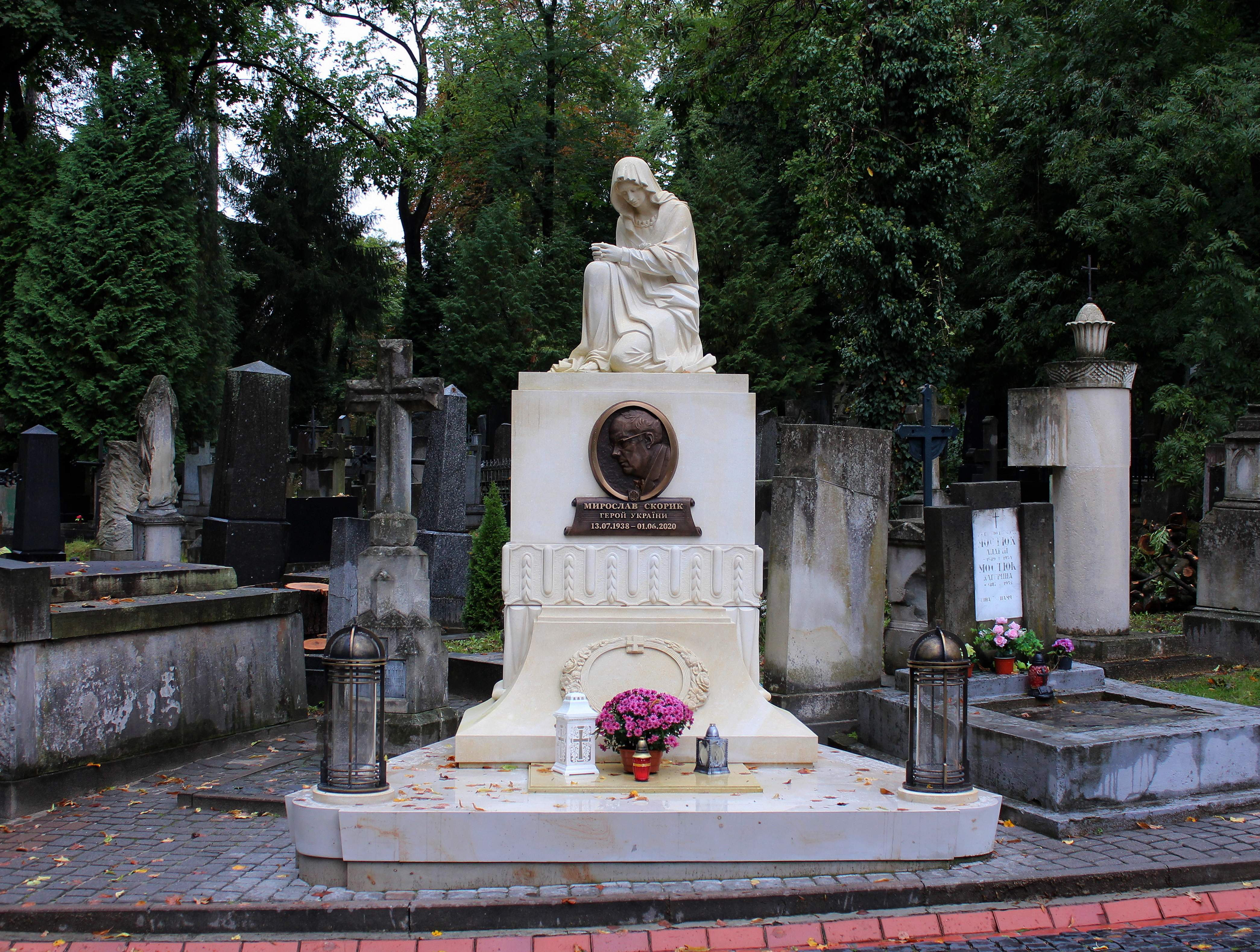
Monument la mormântul compozitorului

- Consiliul regional Lviv a redenumit Filarmonica Națională din Liov⁠(d) (29 septembrie 2020)[15]
- lângă aula nr. 42 a Academiei de Stat de Muzică „Piotr Ceaikovski”⁠(d) a fost dezvelită o placă comemorativă (iunie 2021)[16]
- Consiliul regional Lviv a inaugurat un monument în valoare de 1,1 milioane de hrivne la mormântul compozitorului din cimitirul Lîceakiv (iunie 2021)[17]
- Filarmonica Națională din Liov a înființat bienala „Concursul național al compozitorilor ucraineni «Mîroslav Skorîk»” cu un fond de premii de 100 mii de hrivne (iunie 2021)[18]
- Consiliul regional Dnipropetrovsk a redenumit Colegiul de muzică din Kamianske⁠(d),[19] iar pe fațada acestuia a fost dezvelită o placă comemorativă (noiembrie 2021)[20]
- Rada Supremă a Ucrainei a aprobat instituirea Premiului național „Mîroslav Skorîk”⁠(d), oferit pentru merite deosebite în dezvoltarea artei muzicale a Ucrainei (24 septembrie 2021)[21]
- a fost redenumită strada Serghei Esenin din Mukacevo (aprilie 2022)[22]
- Consiliul orășenesc Liov a dispus redenumirea unui segment al străzii Piotr Ceaikovski, între bulevadrul Taras Șevcenko și strada Vasîl Stefanîk (29 septembrie 2022)[23]